# Верхоглядов, Дмитрий Дмитриевич
Дмитрий Дмитриевич Верхоглядов (1918, Арзамас, Нижегородская губерния — 2 февраля 2008) — советский хозяйственный, государственный и политический деятель.

## Биография
Родился в 1918 году в Арзамасе в купеческой семье. После окончания городской школы поступил в Московский институт химического машиностроения. Диплом инженера защитил в 1941 г. Член КПСС с 1942 года.
Участник Великой Отечественной войны, капитан артиллерийско-технической службы. Был направлен на курсы при Артиллерийской академии им. Ф. Э. Дзержинского. Свой боевой путь он начал под Москвой. Дальше со своей частью воевал на Курской дуге, освобождал Украину, Белоруссию и Прибалтику. Впервые Верхоглядов был отмечен командованием в июле 1943 г. медалью «За отвагу». В дальнейшем он дважды награждался орденом Отечественной войны II степени. После тяжелого ранения в конце 1944 г. был демобилизован.
С 1945 года — на хозяйственной, общественной и политической работе. В 1945—1976 гг. — инженер на войлочной фабрике, директор Арзамасского ремонтно-механического завода, первый секретарь Арзамасского горкома КПСС.
Делегат XXIII съезда КПСС.
4 сентября 1995 г. ему было присвоено звание «Почетный гражданин города Арзамаса».
Умер в Арзамасе 2 февраля 2008 года.